# Hermann Lindt
Otto Hermann Lindt (Bern, 9 februari 1872 - Bern, 21 oktober 1937), was een Zwitsers politicus.
Hermann Lindt studeerde rechten in de stad Bern en was van 1897 tot 1920 als advocaat werkzaam in die stad. In 1904 werd hij voor de Conservatieve Partij van Bern in de gemeenteraad van de stad Bern gekozen. Hij bleef lid van de gemeenteraad tot 1909. In dat jaar werd hij wethouder van Stedelijke Bebouwing (Baudirektor) (tot 1920) en sinds 1920 wethouder van Openbare Werken (Tiefbaudirektor). Van 1909 tot 1918 zat hij voor de Conservatieve Partij, en van 1922 tot 1937 voor de Partij van Boeren, Arbeiders en Middenstanders (BGB, voorloper van de huidige Zwitserse Volkspartij) in de Grote Raad van het kanton Bern.
Hermann Lindt werd in 1920 als opvolger van Gustav Müller tot stadspresident van Bern (dat wil zeggen burgemeester) gekozen. Hij bleef stadspresident tot zijn overlijden op 9 februari 1937.
Hermann Lindt was een boven de partijen uitstekende persoon en betoonde zich een burgervader voor alle inwoners van de stad Bern. Tijdens zijn ambtstermijn werd de stad Bern flink uitgebreid. Hij steunde de stadsuitbreiding- en ontwikkeling van harte.
Naast zijn werkzaamheden als politicus was Hermann Lindt ook vicevoorzitter, later voorzitter van de raad van directeuren van de Berner Hypothekarkasse.